# Pfalzdorf (Aurich)
Pfalzdorf ist ein Stadtteil der Stadt Aurich in Ostfriesland.

## Geografie
Der Ort liegt im Osten der Kreisstadt und grenzt (im Uhrzeigersinn, beginnend im Norden) an die Nachbarstadtteile Plaggenburg, Spekendorf, Brockzetel, Wiesens, Egels und Wallinghausen. Im Osten des Stadtteils befindet sich das ausgedehnte, inzwischen kultivierte Pfalzdorfer Moor, das Teil des Ostfriesischen Zentralhochmoores zwischen dem Auricher Norden und der Gemeinde Uplengen ist. Im Norden des Ortsteils liegen aufgeforstete Flächen. Mit 225 Einwohnern ist Pfalzdorf der kleinste der 21 Auricher Stadtteile.

## Geschichte
Pfalzdorf verdankt seinen Namen Siedlern aus der Pfalz, die den Ort ab 1802 besiedelten. Es ist eines von drei der sogenannten Pfalzdörfer im Auricher Stadtgebiet, die anderen beiden sind Plaggenburg und Dietrichsfeld. Die Siedler kamen über eine Zwischenstation aus Pfalzdorf am Niederrhein nach Ostfriesland. Der Ort entstand als Moorkolonie.
Während der Zeit des Nationalsozialismus befand sich im Pfalzdorfer Moor eines von sieben Lagern des Reichsarbeitsdienstes in Ostfriesland, in denen zusammen etwa 1400 Personen beschäftigt waren. Eingesetzt wurden sie in der Moorkultivierung sowie im Wegebau. Während des Zweiten Weltkrieges wurde bei Pfalzdorf ein Scheinflughafen angelegt, um alliierte Bomber vom einige Kilometer östlich gelegenen Fliegerhorst Wittmundhafen abzulenken. Dadurch fielen im Bereich Pfalzdorf einige Bomben, die teils noch Jahrzehnte später als Blindgänger entschärft werden mussten. Seit dem 1. Juli 1972 ist Pfalzdorf ein Ortsteil der Stadt Aurich.

## Politik

### Ortsrat
Der Ortsrat, der die Auricher Ortsteile Dietrichsfeld, Pfalzdorf und Plaggenburg gemeinsam vertritt, setzt sich aus fünf Mitgliedern zusammen. Die Ratsmitglieder werden durch eine Kommunalwahl für jeweils fünf Jahre gewählt. Die aktuelle Amtszeit begann am 1. November 2021 und endet am 31. Oktober 2026.

Bei der Kommunalwahl 2021 ergab sich folgende Sitzverteilung:
| Ortsrat 2021Insgesamt 5 Sitze - SPD: 3 - CDU: 2 |

### Ortsbürgermeister
Ortsbürgermeister ist Wolfgang Kahmann (SPD).